# Saint-Siméon-de-Bressieux
Saint-Siméon-de-Bressieux est une commune française située dans le département de l'Isère, en région Auvergne-Rhône-Alpes.
Ses habitants sont les Saint-Siméonais.

## Géographie

### Situation et description
Le village de Saint-Siméon-de-Bressieux est situé dans la vallée de Bièvre Valloire, à 39,5 kilomètres au nord-ouest de Grenoble, à 53,1 kilomètres au nord-est de Valence et à 58,2 kilomètres au sud-est de Lyon. Le territoire de la commune est implanté sur le talus septentrional du plateau boisé de Chambaran.

### Géologie
Le territoire de Saint-Siméon-de-Bressieux se positionne dans la région naturelle de Bièvre-Valloire, une large vallée ouverte entre celle de l'Isère (au sud) et le cours du Rhône (à l'ouest) et dont la forme régulière en auge à fond plat suggère une origine glaciaire, ce que confirme la présence de dépôts morainiques. Le territoire se positionne en limite septentrionale du plateau de Chambaran dont il jouxte les premiers reliefs.

### Communes limitrophes
| Sardieu          | La Côte-Saint-André       | Brézins                   |
| Châtenay (Isère) | Saint-Siméon de Bressieux | Bressieux                 |
| Marnans          |                           | Saint-Pierre-de-Bressieux |

### Climat
Pour des articles plus généraux, voir Climat d'Auvergne-Rhône-Alpes et Climat de l'Isère.
En 2010, le climat de la commune est de type climat des marges montargnardes, selon une étude du Centre national de la recherche scientifique s'appuyant sur une série de données couvrant la période 1971-2000. En 2020, Météo-France publie une typologie des climats de la France métropolitaine dans laquelle la commune est exposée à un climat de montagne ou de marges de montagne et est dans la région climatique  Alpes du nord, caractérisée par une pluviométrie annuelle de 1 200 à 1 500 mm, irrégulièrement répartie en été. 
Pour la période 1971-2000, la température annuelle moyenne est de 10,9 °C, avec une amplitude thermique annuelle de 17,5 °C. Le cumul annuel moyen de précipitations est de 1 006 mm, avec 9,4 jours de précipitations en janvier et 6,4 jours en juillet. Pour la période 1991-2020, la température moyenne annuelle observée sur la station météorologique de Météo-France la plus proche, « Grenoble-Saint-Geoirs », sur la commune de Saint-Étienne-de-Saint-Geoirs à 7 km à vol d'oiseau, est de 11,5 °C et le cumul annuel moyen de précipitations est de 915,1 mm,. Pour l'avenir, les paramètres climatiques de la commune estimés pour 2050 selon différents scénarios d'émission de gaz à effet de serre sont consultables sur un site dédié publié par Météo-France en novembre 2022.

### Voies de communication
La limite nord de la commune, matérialisée par la route départementale D 519, longe les basses terres de la plaine de Bièvre. On accède au bourg par le nord ou le sud en empruntant la D 71, reliant La Côte-Saint-André à Saint-Marcellin via Roybon, tandis que la D 130 traverse la commune d'est en ouest depuis Saint-Étienne-de-Saint-Geoirs et forme la Grande Rue dans la partie la plus dense du bourg.

## Urbanisme

### Typologie
Au 1er janvier 2024, Saint-Siméon-de-Bressieux est catégorisée bourg rural, selon la nouvelle grille communale de densité à sept niveaux définie par l'Insee en 2022.
Elle appartient à l'unité urbaine de Saint-Siméon-de-Bressieux, une unité urbaine monocommunale constituant une ville isolée,. La commune est en outre hors attraction des villes,.

### Occupation des sols
L'occupation des sols de la commune, telle qu'elle ressort de la base de données européenne d’occupation biophysique des sols Corine Land Cover (CLC), est marquée par l'importance des territoires agricoles (72,8 % en 2018), en diminution par rapport à 1990 (75,5 %). La répartition détaillée en 2018 est la suivante : 
zones agricoles hétérogènes (37,4 %), terres arables (30,6 %), zones urbanisées (13,3 %), forêts (13,2 %), prairies (4,8 %), zones industrielles ou commerciales et réseaux de communication (0,7 %). L'évolution de l’occupation des sols de la commune et de ses infrastructures peut être observée sur les différentes représentations cartographiques du territoire : la carte de Cassini (XVIIIe siècle), la carte d'état-major (1820-1866) et les cartes ou photos aériennes de l'IGN pour la période actuelle (1950 à aujourd'hui).

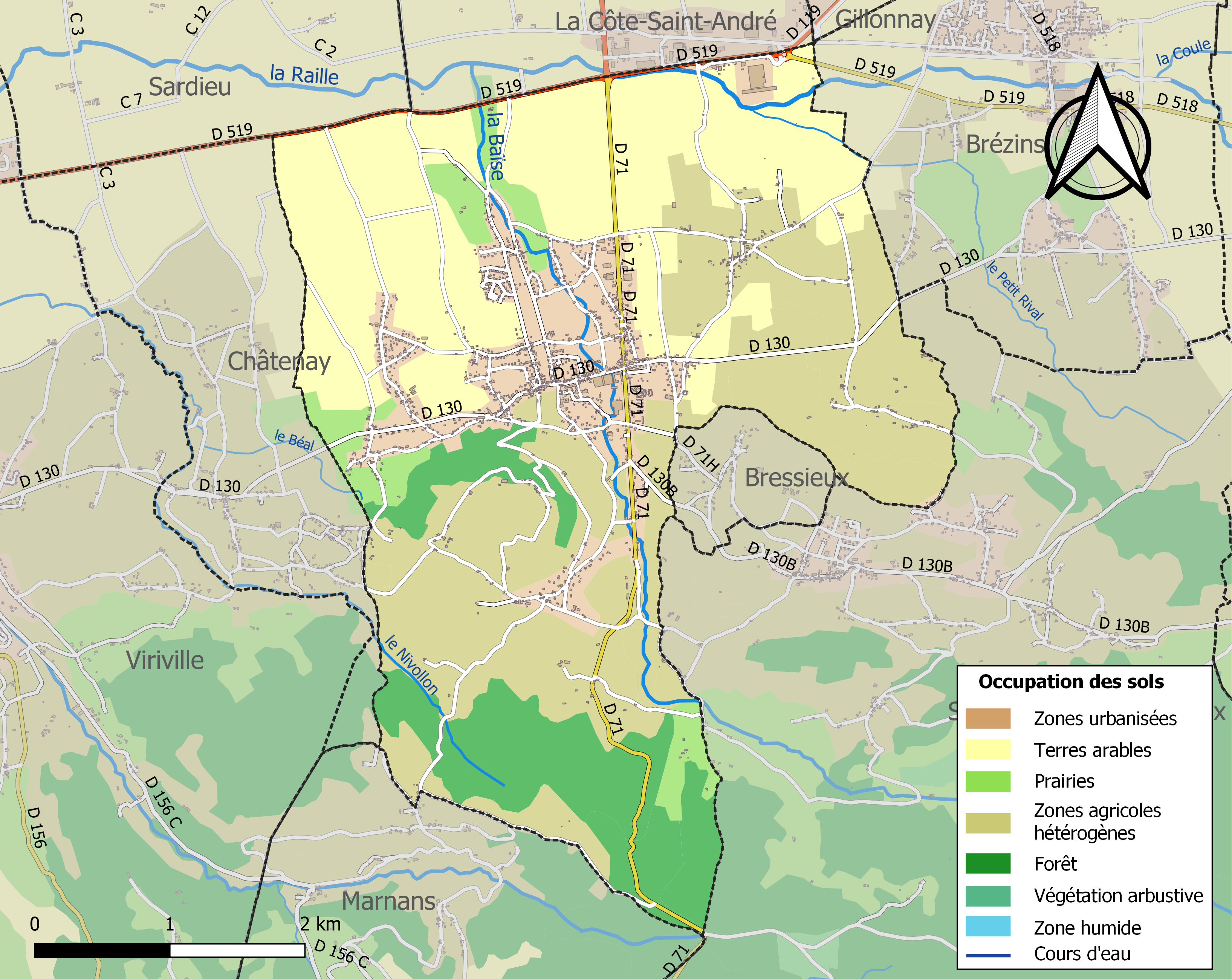
Carte des infrastructures et de l'occupation des sols de la commune en 2018 (CLC).

### Risques naturels et technologiques

#### Risques sismiques
L'ensemble du territoire de la commune de Saint-Siméon-de-Bressieux est situé en zone de sismicité no 3 (sur une échelle de 1 à 5), comme la plupart des communes de son secteur géographique.
| Type de zone | Niveau            | Définitions (bâtiment à risque normal) |
| ------------ | ----------------- | -------------------------------------- |
| Zone 3       | Sismicité modérée | accélération = 1,1 m/s2                |

## Toponymie
"Sancti-Symeon-Styllite" au XIVe siècle, fut le premier nom donné au bourg, sans doute attribué par l'église puis le prieuré.

## Histoire

### Époque contemporaine
La commune a longtemps été liée à l'activité de la soierie Girodon (1873-1934).
L'usine-pensionnat Girodon fondée par Alphonse Girodon (1848-1909) en 1873, se compose de plusieurs bâtiments : L'usine avec les ateliers de tissage, le pensionnat en forme de "L" et de deux pavillons (ces derniers détruits en 1994). Le pensionnat pouvait accueillir jusqu'à une soixantaine de personnes. L'usine faisait travailler jusqu'à 972 ouvriers.
Directeurs de l'usine
| Année         | noms des directeurs |
| ------------- | ------------------- |
| Jusqu'en 1891 | Joseph Girodon      |
| 1891-1910     | Joseph Billard      |
| 1910-1926     | Joseph Lacua        |
| 1931          | Francis Raquin      |
| 1933          | Auguste Fanget      |

## Politique et administration

### Liste des maires
| Période      | Période   | Identité       | Étiquette | Qualité       |
| ------------ | --------- | -------------- | --------- | ------------- |
| -            | mars 1989 | Joseph Perroud |           | Instituteur   |
| mars 1989    | août 2012 | Gilles Perenon | UMP       |               |
| octobre 2012 | En cours  | Éric Savignon  | UDI       | Fonctionnaire |

## Population et société

### Démographie
L'évolution du nombre d'habitants est connue à travers les recensements de la population effectués dans la commune depuis 1800. Pour les communes de moins de 10 000 habitants, une enquête de recensement portant sur toute la population est réalisée tous les cinq ans, les populations de référence des années intermédiaires étant quant à elles estimées par interpolation ou extrapolation. Pour la commune, le premier recensement exhaustif entrant dans le cadre du nouveau dispositif a été réalisé en 2007.

En 2022, la commune comptait 3 107 habitants, en évolution de +7,81 % par rapport à 2016 (Isère : +3,07 %, France hors Mayotte : +2,11 %).
| 1800  | 1806  | 1821  | 1831  | 1836  | 1841  | 1846  | 1851  | 1856  |
| ----- | ----- | ----- | ----- | ----- | ----- | ----- | ----- | ----- |
| 1 452 | 1 872 | 2 096 | 2 277 | 2 285 | 2 268 | 2 221 | 2 115 | 1 997 |

| 1861  | 1866  | 1872  | 1876  | 1881  | 1886  | 1891  | 1896  | 1901  |
| ----- | ----- | ----- | ----- | ----- | ----- | ----- | ----- | ----- |
| 1 998 | 1 963 | 1 975 | 2 187 | 2 409 | 2 428 | 2 407 | 2 310 | 2 349 |

| 1906  | 1911  | 1921  | 1926  | 1931  | 1936  | 1946  | 1954  | 1962  |
| ----- | ----- | ----- | ----- | ----- | ----- | ----- | ----- | ----- |
| 2 311 | 2 173 | 1 867 | 1 771 | 1 669 | 1 493 | 1 638 | 1 746 | 1 774 |

| 1968  | 1975  | 1982  | 1990  | 1999  | 2006  | 2007  | 2012  | 2017  |
| ----- | ----- | ----- | ----- | ----- | ----- | ----- | ----- | ----- |
| 1 861 | 2 527 | 2 600 | 2 437 | 2 498 | 2 710 | 2 739 | 2 808 | 2 887 |

| 2022  | - | - | - | - | - | - | - | - |
| ----- | - | - | - | - | - | - | - | - |
| 3 107 | - | - | - | - | - | - | - | - |

### Enseignement
La commune est rattachée à l'académie de Grenoble et gère une école maternelle ("La Jalinière") et une école élémentaire publique.
Le collège Marcel Mariotte , situé sur la commune, accueille les élèves de la 6eme à la 3eme. 
La commune est rattachée au secteur du lycée Hector Berlioz à La Côte St André. Il propose entre autres, en plus des 7 spécialités communes à la plupart des lycées généraux, la spécialité Sciences de l’Ingénieur, une section Européen Anglais, une section Européen Italien, un Bac Français International Anglais-Italien, une préparation "Sciences Po".

### Médias
Historiquement, le quotidien à grand tirage Le Dauphiné libéré consacre, chaque jour, y compris le dimanche, dans son édition Isère-Nord, un ou plusieurs articles à l'actualité de la communauté de communes, ainsi que des informations sur les éventuelles manifestations locales, les travaux routiers, et autres événements divers à caractère local.
Ici Isère est la radio publique qui émet sur son territoire ainsi que dans tout le département de l'Isère.

## Culture locale et patrimoine

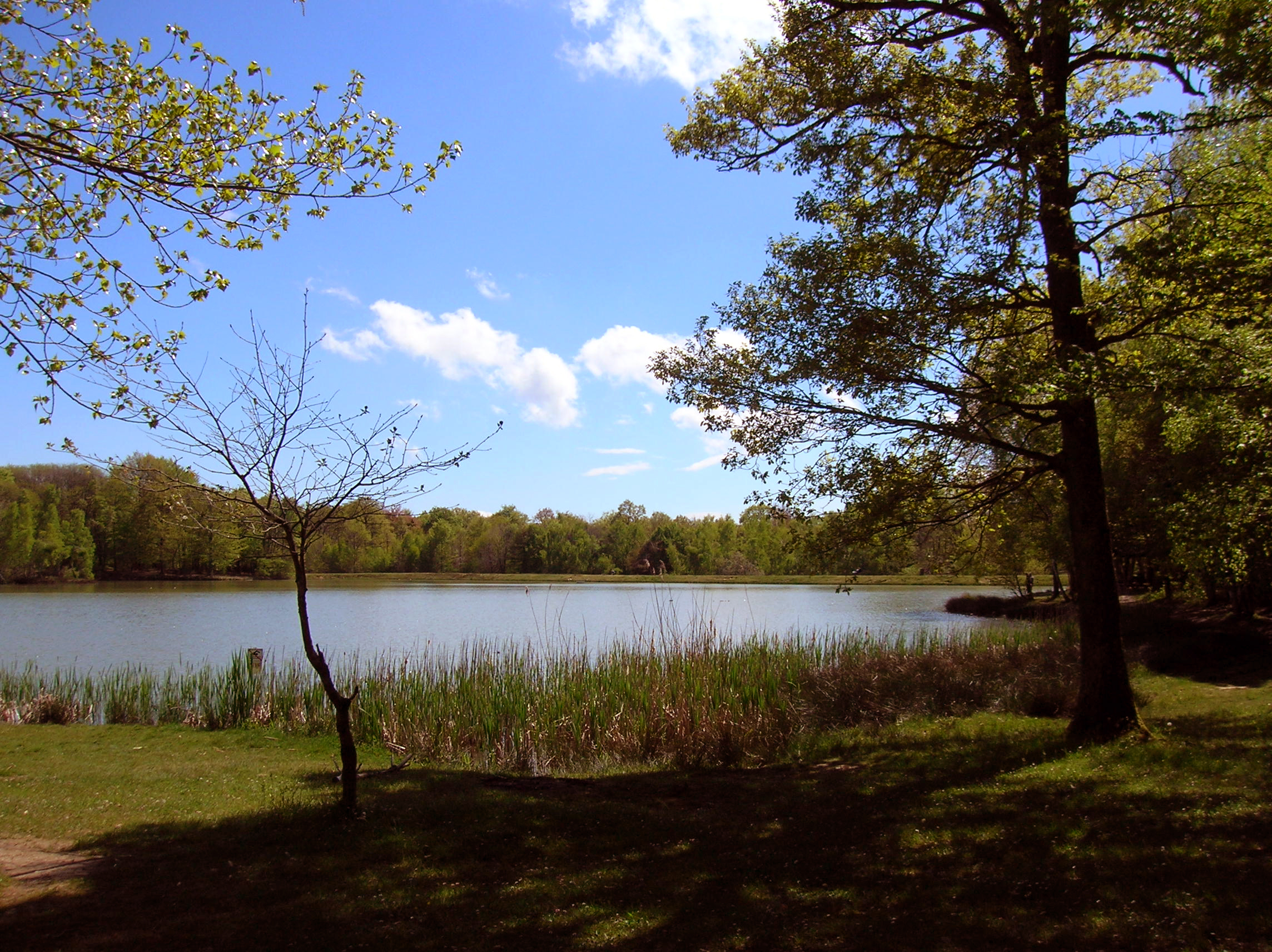
L'étang des Essarts, dans l'Espace Naturel Sensible en Chambaran

### Lieux et monuments
- L'ancienne usine-pensionnat des soieries Girodon, édifiée entre 1873 et 1875, est inscrite au titre des monuments historiques par arrêté du 17 juillet 1990. Ensemble remarquable de l'architecture industrielle du XIXe siècle mêlant le verre, le métal, la brique de terre cuite et la terre crue. Le pensionnat qui hébergeait les ouvrières durant la semaine est en effet construit selon la technique du pisé dont l'emploi était courant dans la région à l'époque. Propriété privée, le site ne peut être visité actuellement. Il est néanmoins possible d'observer une grande partie cette infrastructure, dont la verrière, depuis la Grande Rue du village[31],[32]. L'ensemble est une propriété privée, uniquement visible de l'extérieur.
- Ancienne tannerie du XVIIe siècle au 22 impasse du Mollard. Cette maison construite en torchis et pans de bois a été restaurée dans le respect des techniques d'époque[33].
- Châtelet du XVe siècle ; le château est reconstruit au XVIIe siècle.[précision nécessaire]
- Église Saint-Siméon de Saint-Siméon-de-Bressieux

### Patrimoine naturel
- Tourbière des Planchettes dans l'espace naturel sensible en Chambaran[34],[35]

### Patrimoine culturel
- La Médiathèque Intercommunale[36]
- La Commission Culturelle municipale de Saint Siméon de Bressieux a édité en 1989 le Calendrier Républicain de l 'an CXCVII (197)(=1989 dans le calendrier grégorien) pour célébrer le bicentenaire de la Révolution Française. Ce calendrier a été illustré avec le concours de peintres locaux.

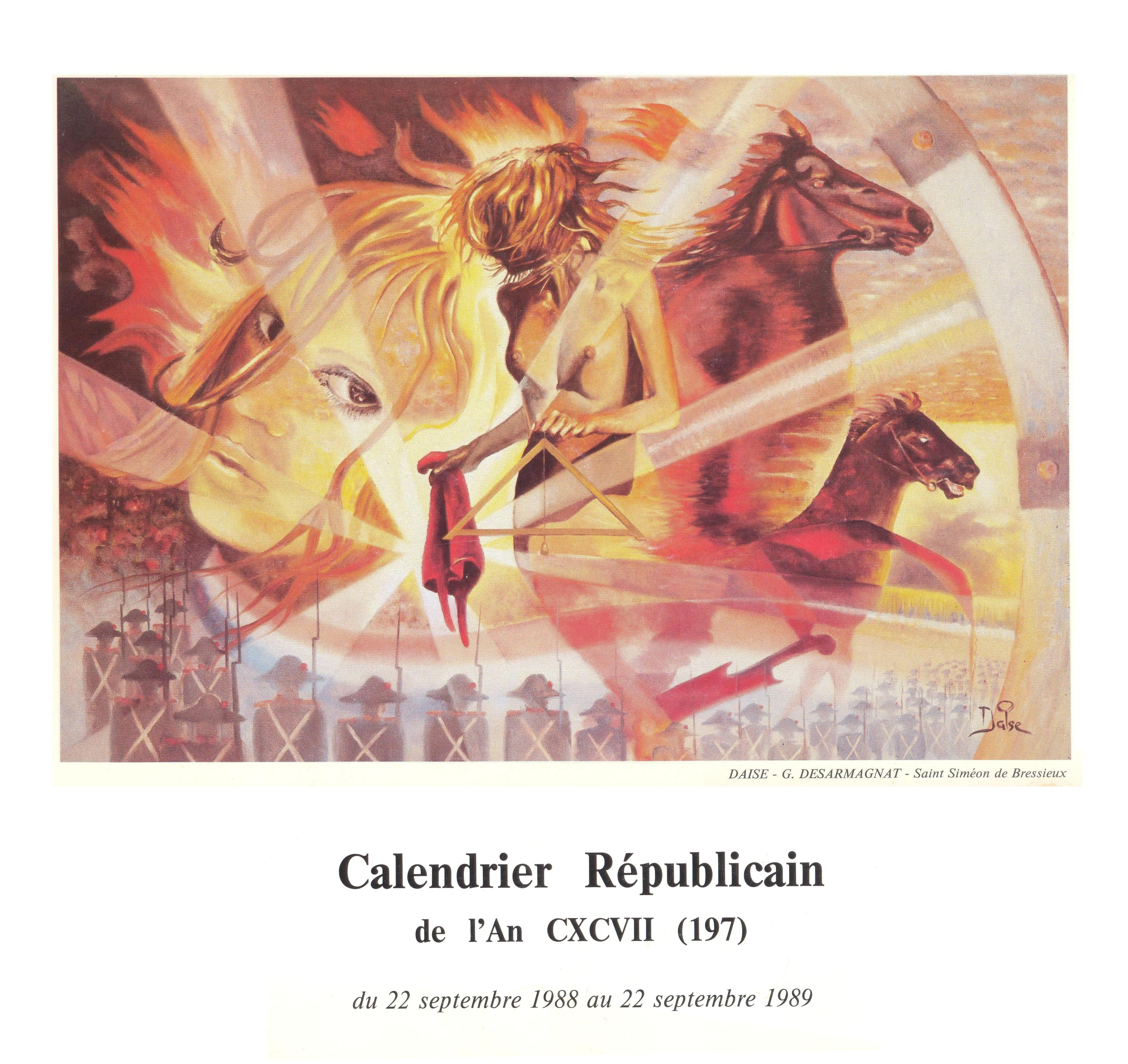
Page de couverture du calendrier républicain de l' an 197 (de "l'ère des français") (=1989 du calendrier grégorien) édité par la Commission Culturelle Municipale de Saint Siméon de Bressieux

### Personnalités liées à la commune
- Paul Durand (1886-1960), docteur en médecine, spécialiste des pathologies exotiques, directeur de l'Institut Pasteur d'Athènes (1935-1936) et de Tunis (1949-1954), est né dans la commune[37].
- Charles-Pierre-François Cotton (1825-1905), évêque de Valence à partir de 1875, opposant aux lois Ferry sur l'enseignement, est né dans la commune.
- L'abbé Gervat (1867-1930), peintre, disciple de Jongkind, est né dans la commune.
- Marcel Mariotte (1918-1981), docteur en médecine, résistant, commandant du bataillon de Chambaran (1943-1944), a été maire de la commune de 1953 à 1965, puis de 1976 à 1981. Le collège public de l'agglomération porte son nom.
- Siméon le Stylite, dit Siméon l'Ancien est représenté sur une colonne au fond de la nef latérale de l'église de Saint-Siméon de Bressieux, sur un vitrail exécuté en 1887 par la maison Buche de Grenoble[38].

### Héraldique
|  | Saint-Siméon-de-Bressieux possède des armoiries dont l'origine et le blasonnement exact ne sont pas disponibles. |